# Hammerfests flygplats
Hammerfests flygplats (norska: Hammerfest lufthavn) är en regional flygplats belägen norr om staden Hammerfest i Finnmark fylke i norra Norge. Flygplatsen öppnades den 30 juli 1974 tillsammans med andra flygplatser i norra Norge. Driften ansvarar Avinor för som också driver flygplatsen. 

## Faciliteter
På flygplatsen finns det en servering som serverar kall och varm mat. Avgiftsbelagd parkering är öppen dygnet runt.

## Marktransport
Det finns inga bussturer till och från flygplatsen, däremot finns det taxi och biluthyrning. Avståndet till centrum, varifrån också Hurtigrutten går, är omkring 6 kilometer.

## Ny flygplats
Flygplatsen kan ibland vara stängd hela dagar på grund av dess blåsiga läge. Flygplatsen har flest passagerare av de norska flygplatser som inte har flyg till Oslo, och flest bland de med kort bana. För göra flygets tidtabell mer pålitlig har lokala politiker föreslagit en ny flygplats 15 km söder om staden i Grøtnes. I de planerna ingår en längre bana på 1200 meter för att större flygplan med längre räckvidd ska kunna landa och starta. Ett alternativt förslag är en bana på omkring 2000 meter så att man ska kunna flyga jetflygplan direkt till Oslo. Idag måste man transportera sig antingen via bil (cirka två timmars bilväg, 145 km) till Alta eller flyga till Alta eller Tromsø för att där byta flyg till Oslo. En ny flygplats beräknas dock kosta 800 till 1000 miljoner norska kronor. Detta planeras åtminstone inte de närmaste tiotal åren av regeringen och Avinor. Istället planeras en förbättring av vägen (för 400 miljoner).

### Webbkällor
- Avinor

Den här artikeln är helt eller delvis baserad på material från engelskspråkiga Wikipedia, Hammerfest Airport, 15 juli 2009.